# Jiří Novotný
Jiří Novotný (7 de abril de 1970) é um ex-futebolista profissional tcheco que atuava como meia.

## Carreira
Jiří Novotný representou a Seleção Checa de Futebol, na Eurocopa de 2000. 